# Alexandr Ort
Alexandr Ort (ur. 20 września 1926 w Klatovach, zm. 14 czerwca 2014 tamże) – czeski historyk i politolog, profesor, doktor (RSDr., DrSc.) zajmujący się głównie czeską i zagraniczną polityką oraz stosunkami międzynarodowymi. Autor prac naukowych i książek.

## Wybór dzieł
- Francie. Vnitropolitický vývoj po 2. světové válce. Praha : SNPL, 1960.
- Francie. Praha : NPL, 1964. (z J. Ortovą)
- Zahraniční politika gaullistické Francie. Praha : Svobodné slovo, 1966.
- Francouzská koloniální politika po 2. světové válce. Praha : Academia, 1968.
- Jak se dostat k moci. Praha : Mladá fronta, 1990.
- Společný evropský dům. Praha : Svoboda, 1991.
- Dějiny světové politiky. (dva díly dle období) Praha : Vysoká škola ekonomická, 1992-3.
- Dr. Edvard Beneš – evropský politik. Praha : Vysoká škola ekonomická, 1993.
- Evropa od rozdělení k jednotě. Praha : Vysoká škola ekonomická, 1996.
- Zahraniční politika České republiky. Praha : Oeconomica, 2002. (z V. Krinesem i Z. Veselým)
- Evropa 20. století. Plzeň : Vydavatelství a nakladatelství Aleš Čeněk, 2004.
- Bezpečnost Evropy a Česká republika. Praha : Professional Publishing, 2005. (praca zbiorowa)
- Česká zahraniční politika. Plzeň : Vydavatelství a nakladatelství Aleš Čeněk, 2005.
- Střípky vzpomínek jednoho Čecha na složité 20. století. Plzeň : Vydavatelství a nakladatelství Aleš Čeněk, 2006.
- Diplomacie. Plzeň : Vydavatelství a nakladatelství Aleš Čeněk, 2008 (z Janem Kavanem i Z. Matějką)
- Zamyšlení nad českou diplomacií. Plzeň : Vydavatelství a nakladatelství Aleš Čeněk, 2010.